# Lista chorążych reprezentacji Zjednoczonych Emiratów Arabskich na igrzyskach olimpijskich
Lista chorążych reprezentacji Zjednoczonych Emiratów Arabskich na igrzyskach olimpijskich – lista zawodników i zawodniczek reprezentacji Zjednoczonych Emiratów Arabskich, którzy podczas ceremonii otwarcia nowożytnych igrzysk olimpijskich nieśli flagę Zjednoczonych Emiratów Arabskich.

## Chronologiczna lista chorążych
| Lp. | Rok i miejsce        | Chorąży              | Dyscyplina    |
| --- | -------------------- | -------------------- | ------------- |
| 1   | 1984, Los Angeles    | Mubarak Ismail Amber | Lekkoatletyka |
| 2   | 1988, Seul           | Sultan Khalifa       | Kolarstwo     |
| 3   | 1992, Barcelona      | b.d.                 |               |
| 4   | 1996, Atlanta        | Nabil Abdul Tahlak   | Strzelectwo   |
| 5   | 2000, Sydney         | Saeed Al-Maktoum     | Strzelectwo   |
| 6   | 2004, Ateny          | Saeed Al-Maktoum     | Strzelectwo   |
| 7   | 2008, Pekin          | Maitha Al-Maktoum    | Taekwondo     |
| 8   | 2012, Londyn         | Saeed Al-Maktoum     | Strzelectwo   |
| 9   | 2016, Rio de Janeiro | Nada Al-Bedwawi      | pływanie      |
| 10  | 2020, Tokio          | Yousuf Al-Matrooshi  | pływanie      |